# 東山区 (台南市)

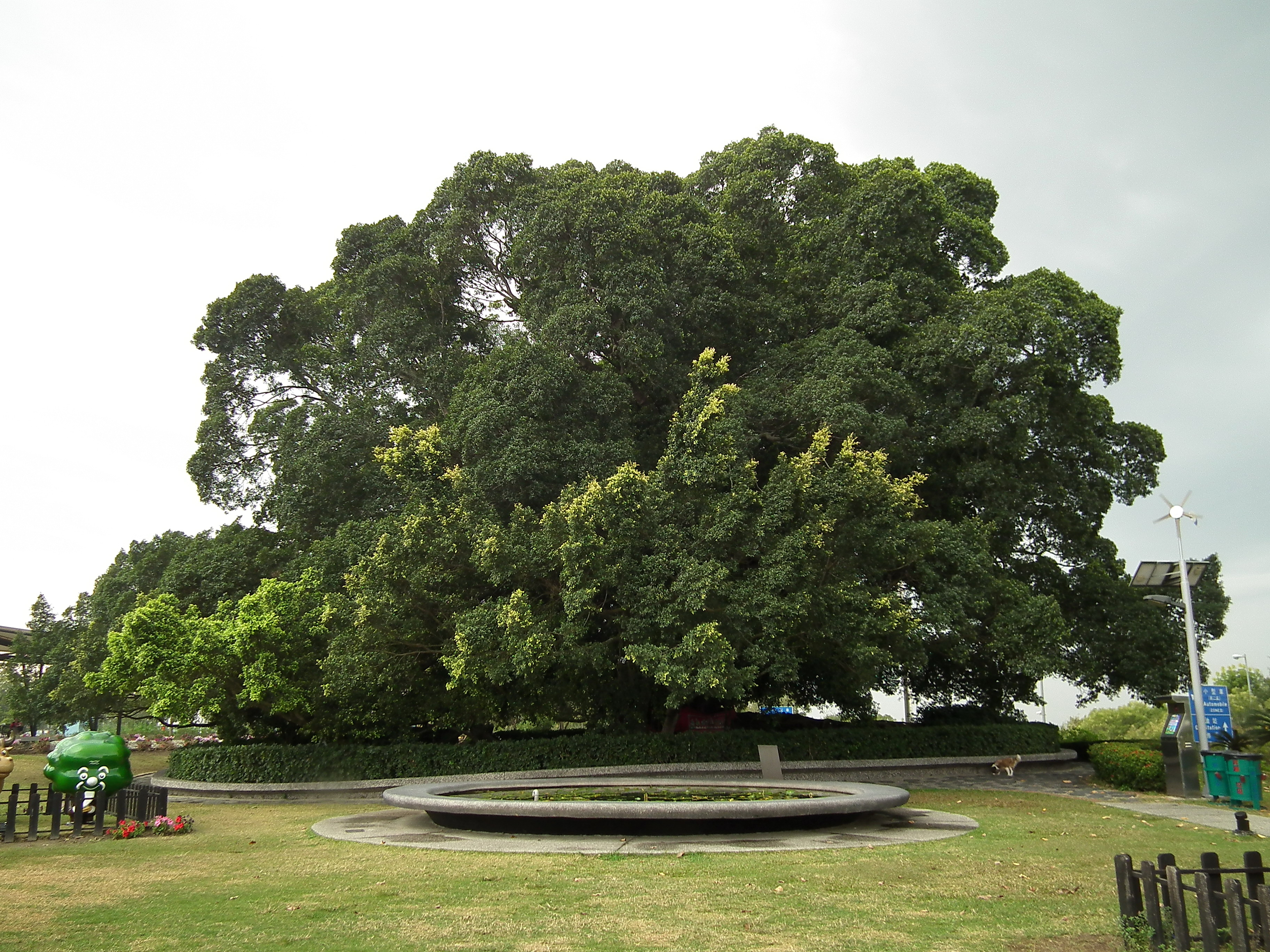
フォルモサ高速道路東山SAの大ガジュマル

東山区（ドンシャン/とうざん/ひがしやま-く）は台南市の市轄区。新営区の近郊にあり、新営都心圏への通勤率が高い。

## 地理
東山区は台南市東北部に位置し、北は白河区と、東は嘉義県大埔郷と、西は新営区、後壁区と、南は柳営区、六甲区、楠西区とそれぞれ接している。
区内は山岳地帯がほとんどを占め急水渓が流れている。区内の急水渓は新営浄水場の水源保護区とされている。

## 歴史
古くは平埔族哆囉嘓社の居住地域であった。鄭氏政権時代から漢人の入植が始まった。清代にはかなりの入植者が移入し、原住民との通婚を重ねながら街区が形成され「哆囉嘓街」や「番社街」と称されるようになった。日本統治時代の1920年の台湾地方改制の際、「番社庄」が設置され台南州新営郡の管轄となった。台湾の中華民国への編入後は「番社」を雅字に変更する際、この地が台南県の東方山地に位置し、郷内に大凍山が存在したことから「東山」と改められ、台南県東山郷に改編された。2010年12月25日に台南県が台南市に編されたことに伴って東山区となり、現在に至る。

## 行政区
| 地区   | 里                                                     |
| ------ | ------------------------------------------------------ |
| 東原   | 水雲里、林安里、南勢里、東原里、嶺南里、青山里、高原里 |
| 番子嶺 | 大客里、科里里、南渓里                                 |
| 平原   | 東山里、東中里、東河里、聖賢里、東正里、三栄里         |

## 歴代区長
| 代 | 氏名 | 退任日 |
| -- | ---- | ------ |

## 教育

### 国民中学
- 台南市立東山国民中学
- 台南市立東原国民中学

### 国民小学
| - 台南市東山区東山国民小学 - 台南市東山区東原国民小学 - 台南市東山区青山国民小学 | - 台南市東山区聖賢国民小学 - 台南市東山区東河国民小学 - 台南市東山区東河国民小学水原分校 |

## 交通
- 台湾高速鉄道の最寄り駅:嘉義駅

| 種別 | 路線名称 | その他 |
| ---- | -------- | ------ |

## 観光

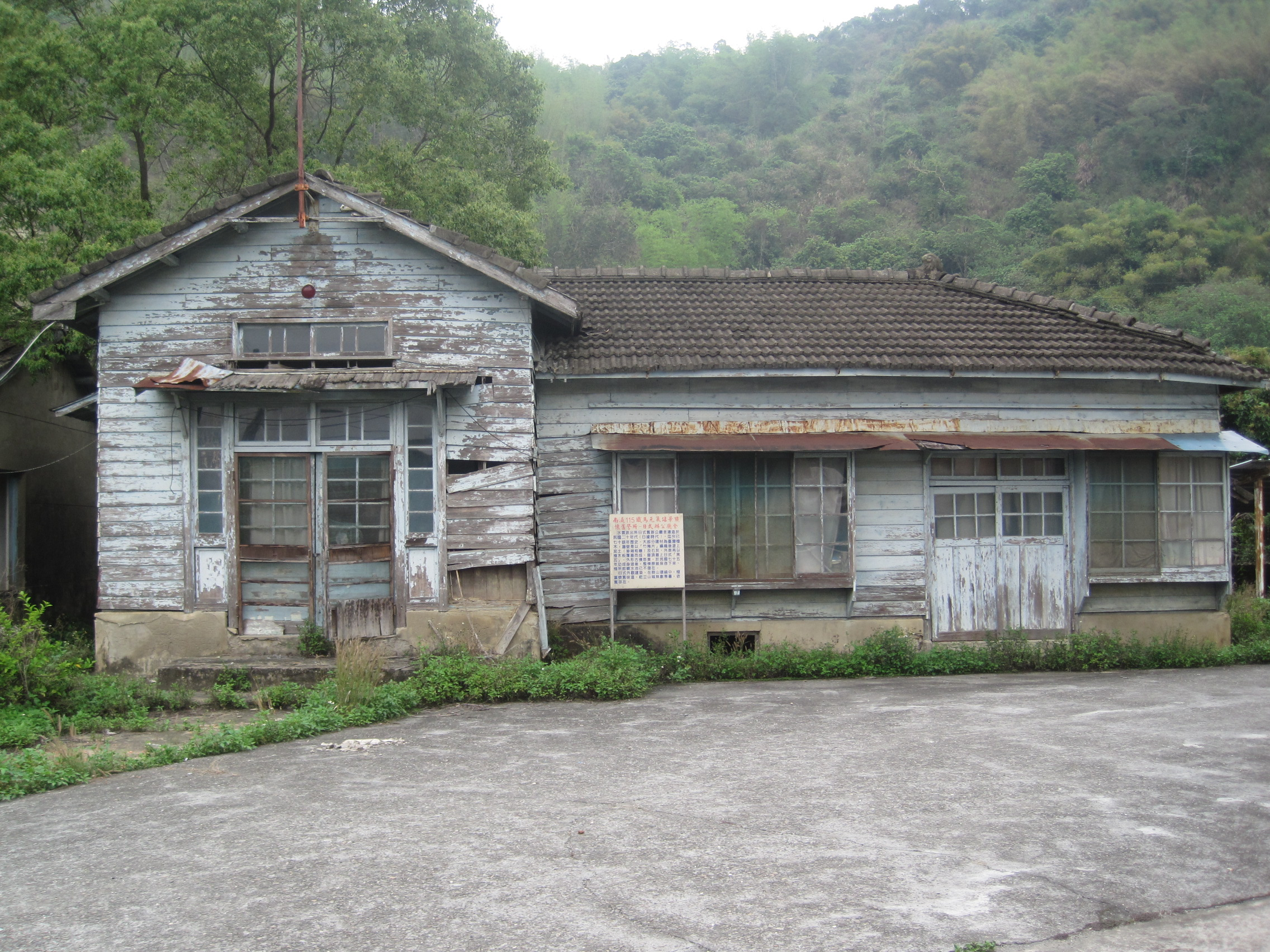
旧東山牛肉崎警察官吏派出所

- 東山碧軒寺（中国語版）
- 崁頭山孚佑宮
- 西口小瑞士（中国語版）
- 阿立母嚎海祭（中国語版）
- 仙湖休閑農場
- 永安ゴルフ郷村度假倶楽部
- 曽文之眼ーー曽文ダム観光センター。
- 東山農会珈琲文化館
- 旧台湾糖業鉄道烏樹林線東山駅・下寮子駅

## その他
台湾の夜市で見かける東山鴨頭（アヒルの頭を香辛料スープで煮込んで揚げて乾燥させてを繰り返して作る）は、1960年代に当区で生まれた料理である。

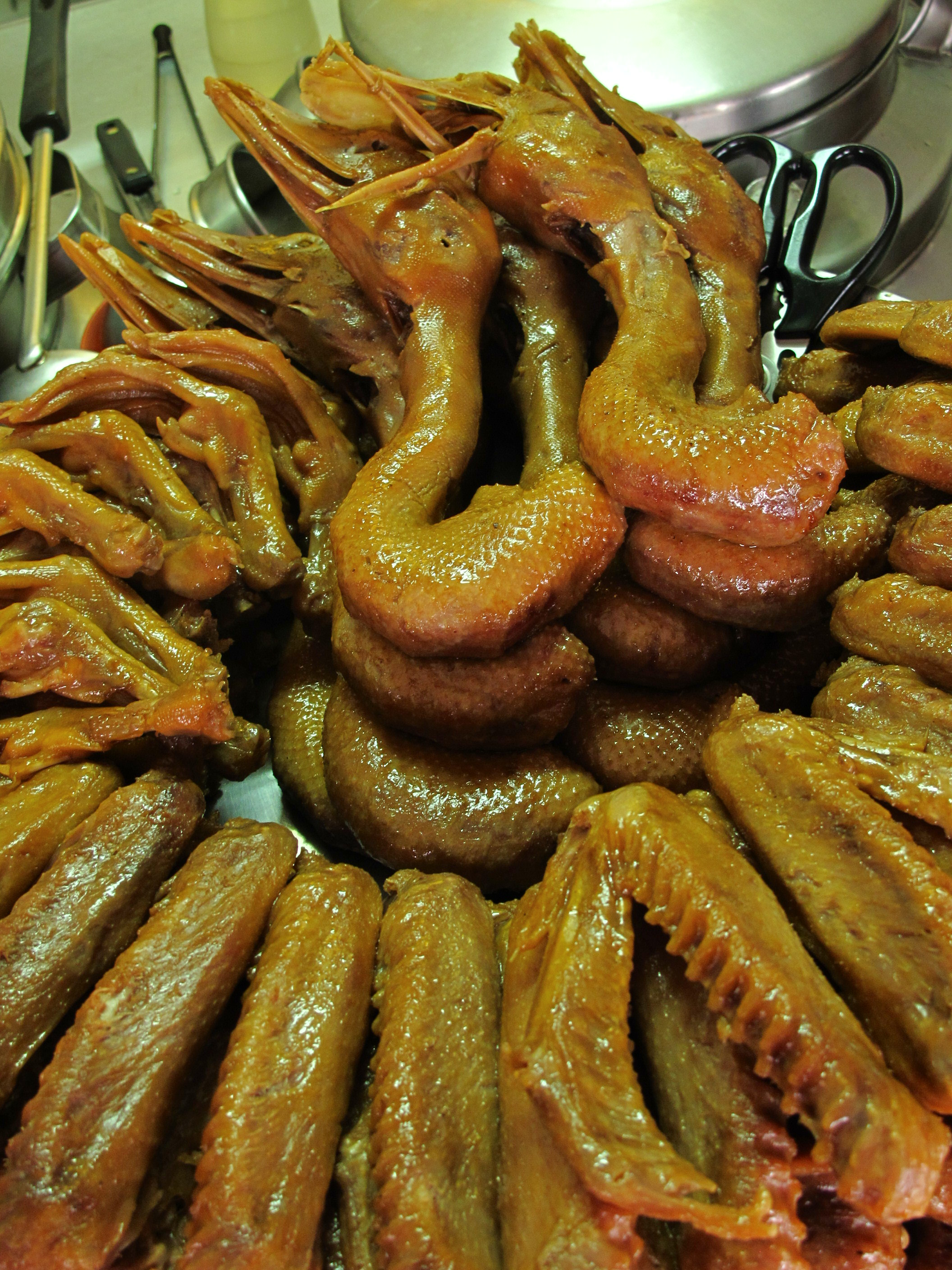
東山鴨頭
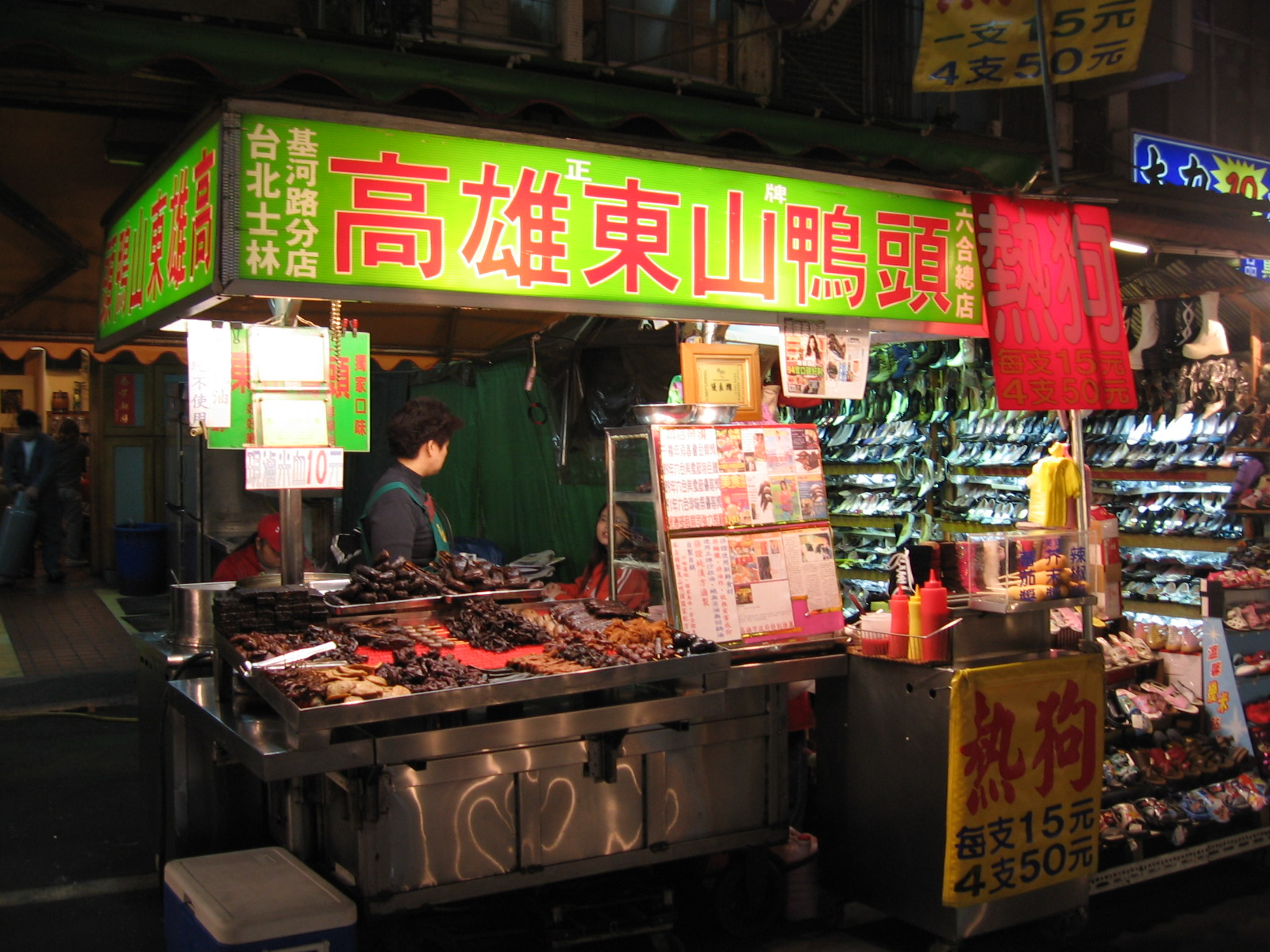
六合夜市での東山鴨頭の屋台